# Sporophila leucoptera
Sporophila leucoptera là một loài chim trong họ Thraupidae.